# Porphyry Bluff
Das Porphyry Bluff (englisch, in Argentinien Acantilado Pórfido) ist ein markantes Felsenkliff an der Nordenskjöld-Küste des Grahamlands auf der Antarktischen Halbinsel. Es ragt 3 km landeinwärts zwischen dem Ufer des Larsen Inlet und dem Longing Gap auf.
Vermessungen des Falkland Islands Dependencies Survey (FIDS) aus den Jahren von 1960 bis 1961 dienten seiner Kartierung. Das UK Antarctic Place-Names Committee benannte es 1964 nach dem gelbbraunen, quarz- und feldspathaltigen Porphyrgestein, aus dem es besteht.